# Лафіа
Лафіа (англ. Lafia) — місто в центральній частині Нігерії, адміністративний центр штату Насарава.

## Географія
Місто знаходиться в центральній частині Нігерії. Абсолютна висота — 289 метрів над рівнем моря.

### Клімат
Місто знаходиться у зоні, котра характеризується кліматом тропічних саван. Найтепліший місяць — березень із середньою температурою 29.8 °C (85.6 °F). Найхолодніший місяць — серпень, із середньою температурою 25 °С (77 °F).
| Клімат Лафіа            | Клімат Лафіа | Клімат Лафіа | Клімат Лафіа | Клімат Лафіа | Клімат Лафіа | Клімат Лафіа | Клімат Лафіа | Клімат Лафіа | Клімат Лафіа | Клімат Лафіа | Клімат Лафіа | Клімат Лафіа | Клімат Лафіа |
| Показник                | Січ.         | Лют.         | Бер.         | Квіт.        | Трав.        | Черв.        | Лип.         | Серп.        | Вер.         | Жовт.        | Лист.        | Груд.        | Рік          |
| Середня температура, °C | 25,6         | 28,1         | 29,8         | 29,2         | 27,2         | 26           | 25,1         | 25           | 25,4         | 26,1         | 25,9         | 25           | 26,5         |
| Норма опадів, мм        | 1.7          | 2            | 22.1         | 75.3         | 153.7        | 168.6        | 202.5        | 218.1        | 215.2        | 96.6         | 2.9          | 0.6          | 1159.3       |
| Днів з опадами          | 0,1          | 0,1          | 1,3          | 5,2          | 9,4          | 11,4         | 14,1         | 14,5         | 14,1         | 6,9          | 0,1          | 0,1          | 77,3         |
| Вологість повітря, %    | 39.3         | 40.3         | 49.1         | 62           | 73           | 77.9         | 81.4         | 82.2         | 79.5         | 73.8         | 59.4         | 48.3         | 63.9         |
| ----------------------- | ------------ | ------------ | ------------ | ------------ | ------------ | ------------ | ------------ | ------------ | ------------ | ------------ | ------------ | ------------ | ------------ |
| Джерело: Weatherbase    |              |              |              |              |              |              |              |              |              |              |              |              |              |

## Населення
За даними перепису 1991 року чисельність населення Лафіа становила 79 387 осіб.
Динаміка чисельності населення міста за роками:
| 1991   | 2006    |
| ------ | ------- |
| 79 387 | 330 712 |

## Спорт
У місті є футбольний клуб Насарава Юнайтед.